# Fills de Noè

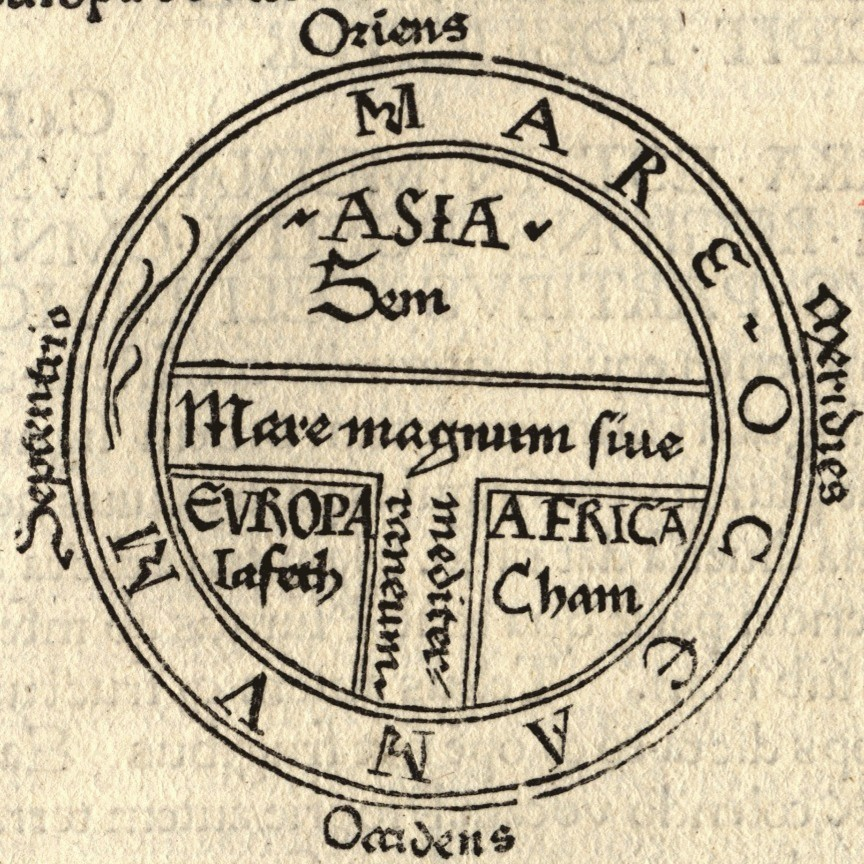
Mapa T-O simbolitzant el món conegut a través d'una creu inscrita dins d'un cercle. Representa la geografia conforme a la iconografia cristiana i identifica als tres continents coneguts amb els descendents de Sem, Cam i Jàfet.

Els Fills de Noè o Taula de les Nacions és una extensa llista dels descendents de Noè que apareixen en Gènesi 10 de la Tanakh, que representa una etnologia tradicional. La importància de Noè, segons el Gènesi, és que la població de la Terra va ser completament destruïda durant el Diluvi Universal per causa de la maldat dels habitants, i Noè i la seva família van ser els únics vuit supervivents per continuar i repoblar la terra. Així, la visió de la història en la Bíblia és que tots els éssers humans descendeixen de la família de Noè.
Segons Gènesi 10, tota la població de la terra prové dels tres fills de Noè: Sem, Cam i Jàfet. Molts jueus ortodoxos i alguns cristians consideren certa aquesta tesi bíblica. D'acord amb la Torà, els noms dels descendents de Noè de la llista, corresponen a diferents pobles o continents: Europa, Àsia i Àfrica. Altres erudits veuen només una guia dels grups ètnics locals. La crítica moderna rebutja la visió tradicional de la taula, dient en canvi que és només una genealogia o tradició vella per explicar les relacions existents entre els diferents grups ètnic a l'antic Pròxim Orient però durant segles va ser tinguda com a veritable fins i tot des del punt de vista científic.

## Personatges de la llista
La Taula comença amb una llista dels descendents directes de Noè. Els noms d'aquests personatges tenen el seu propi significat en hebreu i àrab.
- Cam, és el pare dels habitants de l'Àfrica hamític, en hebreu significa calent.
- Sem, és el pare dels semites. Sem en àrab (سام) Sem en hebreu (שם) i significa "renom".
- Jàfet, és el pare dels pobles d'Euràsia jafètica. Jafet (hebreu יפת). Jafet és tradicionalment considerat com el pare d'Europa, encara que la paraula " jafètica s'utilitza de vegades com a sinònim d'europeu.

La taula a continuació presenta amb més detall els seus descendents:
- Fills de Jàfet (jafetites)
  - Gómer considerat ancestre dels armenis i els cimmeris.
  - Magog, fill de Jàfet, apareix en els textos assiris com mat gugu. El Regne de Lídia significa el país de Gugu. En els textos grecs Gugu és Giges de Lídia, un rei històric i el fundador de la dinastia Mermnad. Magog també és reivindicat com un avantpassat dels irlandesos i hongaresos. Flavi Josep, seguit de Jeroni d'Estridó i Nennius, el fa avantpassat dels escites que habitaven al nord del mar Negre. Segons Johannes Magnus, Magog va emigrar a Suècia a través de Finlàndia 88 anys després del Diluvi Universal, i un dels seus fills va ser el primer rei de Suècia. Els seus comptes van ser acceptades pels suecs i en conseqüència la numeració dels reis suecs es va modificar. Magog de vegades també es diu que és l'avantpassat dels gots, els finlandesos, els huns i els eslaus.
  - Madai, els medes del nord-oest de l'Iran apareixen en les inscripcions assíries com Amadai al voltant de 844 aC.
  - Javan, de vegades identificat com el pare dels jònics. En hebreu, "javan" o "javana" designa tradicionalment els habitants de Grècia.
  - Tubal identificat per alguns com el pare dels ibers.
  - Mósoc, és considerat com l'epònim de la tribu Mushki d'Anatòlia.
  - Tiràs,aquest nom sol estar relacionat amb el dels tracis.
- Fills de Cam: (hamític)
  - Cuix o Cus, avantpassat epònim de la gent de l'Alt Egipte.
  - Misraim, antecessor dels ludites, els anamites, els lehabites, els naftuahïtes, els patrosites, els casluahites i els caftorites.
  - Fut.
  - Canaan, que va donar el seu nom a la regió de Canaan, que correspon a Israel i Líban actual. És especialment pare de Sidó dels jebuseus dels amorreus i dels hitites.
- Fills de Sem (semita)
  - Elam, pare de la civilització del mateix nom.
  - Ashur, fill de Sem, associat amb Assíria.
  - Arfaxad, antecessor d'Abraham, jueus i musulmans es consideren a si mateixos com els seus descendents.
  - Lud, La majoria de les antigues autoritats atribueixen aquest nom als lidis d'Anatòlia oriental.
  - Aram, pare dels arameus.